# Šupinušky
Šupinušky (Thysanura) je bazální bezkřídlá skupina hmyzu v úzkém slova smyslu (tzv. jevnočelistných - Ectognatha). Jedná se o parafyletickou skupinu, zahrnující rybenky (Zygentoma) a chvostnatky (Archaeognatha, dříve též Microcoryphia). Bazální vývojovou větví hmyzu jsou chvostnatky, jejich sesterskou linií jsou tzv. Dicondylia, zahrnující vedle křídlatého hmyzu (Pterygota) druhou přirozenou podskupinu šupinušek - rybenky. Rybenky tak v novém fylogenetickém pojetí nejsou synonymem šupinušek, jak bylo někdy dříve uváděno.
Rybenky (Zygentoma) mají zploštělé tělo, redukované oči, které se na temeni nestýkají (dobrý určovací znak - srv. chvostnatky) a kusadla připojená k hlavě dvěma klouby, jako všechen současný hmyz. Na zadečku mají dva štěty a jeden paštět, všechny přibližně stejně dlouhé (dobrý určovací znak - srv. chvostnatky).

## Ekologie
Šupinušky jsou teplo- a vlhkomilné, ale dokáží přežít i sucho. Tropické druhy jsou volně žijící, druhy mírného pásma obývají chráněná stanoviště, jako jsou lidské příbytky nebo hnízda sociálního hmyzu. Jsou to většinou všežravci, přičemž některé druhy mají schopnost trávit celulózu pomocí vlastních enzymů. Mohou se stát škůdci ve sklenících a knihovnách.

## Rozmnožování
Oplození je vnější, samice sbírá spermatofor, u některých druhů se vyskytuje parthenogeneze.

## Zástupci
- Rybenka domácí (Lepisma saccharina)
- Rybenka skleníková (Thermobia domestica)